# 晏几道
晏道（1038年—1110年），字叔原，號小山，江西撫州臨川縣文港鄉（今南昌市進賢縣文港鎮）人，北宋婉约派詞人。晏殊第七子。

## 生平
晏几道以父荫赐进士出身，歷官開封府判官、潁昌府許田鎮監、乾寧軍通判等。世稱晏殊為大晏，稱晏幾道為小晏。

## 作品风格
《雪浪斋日记》云：“晏叔原工小词，不愧六朝宫掖体。”《鹧鸪天》中“舞低杨柳楼心月，歌尽桃花扇底风。”两句受人赞赏。
晏幾道的詞經常都是多愁善感。可能與他晚年家道中落有關，他在《小山词自序》中回忆说：“追惟往昔过从饮酒之人，或垅木已长，或病不偶。考其篇中所记悲欢离合之事，如幻，如电，如昨梦前尘，但能掩卷怃然，感光阴之易迁，叹境缘之无实也！”《全宋词》存录有二百六十余首。

## 代表作
- 臨江仙

夢後樓臺高鎖，酒醒簾幕低垂。
去年春恨卻來時，落花人獨立，微雨燕雙飛。
記得小蘋初見，兩重心字羅衣。
琵琶弦上說相思，當時明月在，曾照彩雲歸。
- 鷓鴣天[4]

彩袖殷勤捧玉鍾，當年拚卻醉顏紅。舞低楊柳樓心月，歌盡桃花扇底風。
從別後，憶相逢，幾回魂夢與君同。今宵剩把銀釭照，猶恐相逢在夢中。

## 外部連結
- 叶嘉莹：〈试论小山词朦胧深美的意境追求 （页面存档备份，存于）〉。